# Новоилларионово
Новоилларио́ново (чув. Ҫӗнӗ Сала) — бывшая деревня в правобережье Волги в Чебоксарском районе Чувашской АССР, вошедшая в состав города Чебоксары. В настоящее время — улицы Новосельская и Сельская. В топонимике современных Чебоксар присутствуют так же родник «Новоилларионовский» и городской пляж «Новосельский».

## История
Деревня появилась в конце XVI — середине XVII веков: первые поместья под Чебоксарами были розданы дворянам и детям боярским в 1560-х годах. В переписной книге 1649 года наряду с другими русскими селениями, возникшими за 70 предшествующих лет вокруг Чебоксар, в Подгородном стане:40—41, на землях ясачных чувашей, упоминается и помещичья деревня Починок Новый:36.
По Переписной книге Чебоксарского уезда 1646 года за помещиком С. Н. Ларионовым числился 41 крестьянин мужского пола:41: 

 «Поместья Степана Назарьева сына Ларивонова деревня Починок Новый». Дворы крестьянские: 1) 1 + 2 сына + 1 внук (сын страшего сына); 2) 1 + 4 сына; 3) 1 + 2 сына; 4) 1 + 5 сыновей; 5) 1 + 1 сын; 6) 1 + 2 брата; 7) 1 бездетен. Дворы бобыльские: 1) 1 + 1 сын; 2) 1 + 1 сын; 3) 1 бездетен; 4) 1 + 1 сын; 5) 1 + 1 сын; 6) 1+ 2 сына; 7) 1 + 1 сын, «да у него ж на дворе живёт дьячек Данилко Петров сын, порядился к церкве». Всего в поместье за С. Н. Ларивоновым 7 дворов крестьянских, а людей в них 24 человека, 7 дворов бобыльских, людей 17 человек, обоего 14 дворов, людей 41 человек.— РГАДА, Ф. 1209
.
При Писцовой переписи 1684—1686 годов чебоксарский помещик М. С. Ларионов заявил, что кроме села Новоларионово в Чебоксарском уезде, владеет ещё и селом Ларионово на реке Чеке в Арзамасском уезде.
В 1684 году сельцо Ново-Ларионово приобрёл подьячий Пётр Степанов. Позднее сельцом Новое, Ларионово тож владели цивильский помещик И. К. Хрипунов (1746) и премьер-майор М. Г. Собакин (1746, 1770-е), затем, до середины XIX века, Новоилларионово — владение дворян Костливцевых (Косливцевых).
С началом коллективизации жители деревни организовали колхоз Ново-Ларионовский (колхоз существовал и в период Великой Отечественной войны).
В 1939 году в соответствии с генеральным планом (разработан Горьковским крайпрогором) в городскую черту Чебоксар были включены земли 11 прилегающих к городу деревень Чебоксарского района: Набережная, Якимово, Банново, Соляное, Кнутиха, Будайка, Усадки, Заводская, Рябиновка, Новоилларионово, Сосновка, дополнительно — Кошкино, Завражная:264.
28 декабря 1961 года решением Президиума Верховного Совета Чувашской АССР Заводской сельсовет Чебоксарского района был передан в административное подчинение горсовета, в том числе деревни Заводская, Завражное, Рябиновка, Селиваново и Новоилларионово с населением около 1600 чел:364.
С 23 апреля 1973 года, после образования в Чебоксарах административных районов, деревня — в подчинении Московского райсовета.
Однако, с 24 мая 1978 года деревня в составе Чандровского сельского совета (Вместе с деревнями Чандрово, Заводское, Заовражное, Рябинка, Селиваново деревня входила в состав совхоза «Чебоксарский».).
В апреле 1997 года соглашением между администрациями города Чебоксары и Чебоксарского района деревни Заводское, Завражное, Новоилларионово, Рябиновка, Селиваново и посёлок Новые Лапсары исключены из перечня населённых пунктов Чувашской Республики как фактически слившиеся с территорией города Чебоксары.

### Религия
С конца XVIII века жители деревни относились к приходу чебоксарского Введенского собора Казанской епархии.

### Прежние названия
Починок Новый (1649):36, Ново-Ларионово (1684), Новое Ларионово тож (1746), Ларионово, Новое тож (Новоларионово) (1781), Ново-Ларионова (Новое Село) (1897), Ново-Ларионова (Деревня Новая) (1907), Ново-Ларионово (до 1923).

## Население
| Год     | 1646       | 1684      | 1781/1782 | 1859 | 1897 | 1907 |
| ------- | ---------- | --------- | --------- | ---- | ---- | ---- |
| Жителей | 41 мужчина | 49 мужчин | 39        | 170  | 240  | 278  |

## Памятники и памятные места
- Памятник участникам Великой Отечественной войны 1941—1945 гг. (ул. Новосельская, около дома № 49)[20].